# Vry
Vry é uma comuna francesa na região administrativa do Grande Leste, no departamento de Mosela. Estende-se por uma área de 15.08 km², e possui 598 habitantes, segundo o censo de 2018, com uma densidade de 40 hab/km².